# Rupia delle Indie olandesi
La Rupia delle Indie olandesi è stata la valuta emessa dalle forze d'occupazione giapponesi nelle Indie Orientali Olandesi tra il 1944 e il 1945. Era suddivisa in 100 sen e sostituì il gulden alla pari.